# شهرستان چروکی (تگزاس)
شهرستان چروکی، تگزاس (به انگلیسی: Cherokee County, Texas) یک سکونتگاه مسکونی در ایالات متحده آمریکا است که در تگزاس واقع شده‌است.

## خصوصیات
شهرستان چروکی ۲٬۷۵۰٫۵۸ کیلومترمربع مساحت دارد.